# 摩登情愛
《摩登情愛》（英語：Modern Love）是一部獨立單元劇形式的美國浪漫喜劇網絡電視劇集，改編自《紐約時報》每週刊發的同名專欄文章，於2019年10月18日在亞馬遜影片首播。2019年10月，亞馬遜預訂劇集第二季。

## 概要
《摩登情愛》將探索「多種形式的愛——包括性愛、浪漫、家庭、柏拉圖式愛情以及自愛。」

## 演員
- Cameisha Cotton 飾 女服務生（第一季第一集）
- 安妮·海瑟薇 飾 Lexi(第一季第三集）
- 蒂娜·菲飾 Sarah(第一季第四集）
- 戴夫·帕特尔飾Joshua（第一季第二集）
- 凱特琳·麥吉（Caitlin McGee）
- 約翰·斯拉特里飾 Dennis（第一季第四集）
- 布蘭登·維克特·狄克森（英语：Brandon Victor Dixon）
- 凱薩琳·凱娜（英语：Catherine Keener）
- 朱莉亞·加德納
- 安迪·加西亞
- 克莉絲汀·米利歐提
- 奥利维亚·库克
- 安德魯·史考特
- 希亞·溫漢
- 蓋瑞·卡爾（英语：Gary Carr (actor)）飾Jeff（第一季第三集）
- 蘇菲亞·波提拉
- 小約翰·加拉赫
- 山姆·馬斯托（Sam Masto）
- Sarita Choudhury 飾 Therapist (第一季第四集）

## 製作

### 開發
2018年6月11日，亞馬遜影片宣佈預訂《摩登情愛》第一季，共8集。這部劇集由約翰·卡尼編劇、執導並製作。製作公司包括Storied傳媒集團和《紐約時報》。11月26日，報道稱艾美·羅森、雪倫·霍根和湯姆·霍爾將加入劇組擔任導演。雪倫·霍根和湯姆·霍爾也會為他們參與執導的單集撰寫劇本，艾美·羅森所執導的單集劇本將由奧黛莉·威爾斯完成。此外，托德·霍夫曼、山姆·多尼克和科瑞·斯查將擔任執行製片人，特里斯·霍夫曼為製片人，丹尼爾·瓊斯為顧問製片人。
2019年10月25日，亞馬遜預訂劇集第二季。

### 選角
2018年11月26日，亞馬遜宣佈安妮·海瑟薇、蒂娜·菲、戴夫·帕特尔、約翰·斯拉特里、布蘭登·維克特·狄克森、凱薩琳·凱娜、朱莉亞·加德納、安迪·加西亞、克莉絲汀·米利歐提、奥利维亚·库克、安德魯·史考特、希亞·溫漢、蓋瑞·卡爾、蘇菲亞·波提拉以及小約翰·加拉赫將出演本劇。

### 拍攝
在紐約的主體拍攝始於2018年9月18日。

## 集數
第一季共8集，依次改編自朱莉·瑪格麗特·霍格本（Julie Margaret Hogben）、黛博拉·科帕肯、特里·切尼（Terri Cheney）、安·利瑞（Ann Leary）、布賴恩·吉蒂斯（Brian Gittis）、艾比·謝爾（Abby Sher）、丹·薩維奇（Dan Savage）和伊芙·佩爾（Eve Pell）發表於《紐約時報》「摩登情愛」專欄中的同名文章。
| 集數 | 標題                                              | 譯名 | 導演          | 編劇                   | 上線日期       |
| ---- | ------------------------------------------------- | ---- | ------------- | ---------------------- | -------------- |
| 1    | When the Doorman Is Your Main Man                 |      | 約翰·卡尼     | 約翰·卡尼              | 2019年10月18日 |
| 2    | When Cupid Is a Prying Journalist                 |      | 約翰·卡尼     | 約翰·卡尼              | 2019年10月18日 |
| 3    | Take Me as I Am, Whoever I Am                     |      | 約翰·卡尼     | 約翰·卡尼              | 2019年10月18日 |
| 4    | Rallying to Keep the Game Alive                   |      | 雪倫·霍根     | 雪倫·霍根              | 2019年10月18日 |
| 5    | At the Hospital, an Interlude of Clarity          |      | 湯姆·霍爾（Tom Hall） | 湯姆·霍爾              | 2019年10月18日 |
| 6    | So He Looked Like Dad. It Was Just Dinner, Right? |      | 艾美·羅森     | 奧黛麗·威爾斯          | 2019年10月18日 |
| 7    | Hers Was a World of One                           |      | 約翰·卡尼     | 約翰·卡尼              | 2019年10月18日 |
| 8    | The Race Grows Sweeter Near Its Final Lap         |      | 湯姆·霍爾     | 約翰·卡尼 ＆ 湯姆·霍爾 | 2019年10月18日 |

## 音樂
第一季的音樂原聲帶數字版於2019年10月25日在亞馬遜和iTunes上發行。
| 曲序     | 曲目     | 作曲     | 时长  |
| -------- | -------- | -------- | ----- |
| 1.       |          |          | 2:14  |
| 2.       |          |          | 3:45  |
| 3.       |          |          | 3:08  |
| 4.       |          |          | 4:08  |
| 5.       |          |          | 3:34  |
| 6.       |          |          | 1:52  |
| 7.       |          |          | 3:54  |
| 8.       |          |          | 3:52  |
| 9.       |          |          | 3:45  |
| 10.      |          |          | 4:04  |
| 11.      |          |          | 3:06  |
| 12.      |          |          | 4:47  |
| 13.      |          |          | 0:55  |
| 总时长： | 总时长： | 总时长： | 43:04 |

## 宣傳與發行
2019年7月27日，亞馬遜影片公佈先行預告片，劇集將於2019年10月18日首播。2019年9月12日，亞馬遜影片和紐約時報公開了劇集的正式預告片。

## 資料來源
1. . Prime Video.   [2020-05-10]. （原始内容存档于2021-01-22）.
2. 1 2  Andreeva, Nellie. . Deadline Hollywood. 2018-06-11  [2018-12-10]. （原始内容存档于2018-06-12） （美国英语）.
3. ↑  , 纽约时报中文网,   [2019年10月19日], （原始内容存档于2019-10-19） （中文（简体）及中文（繁體））, 摩登情爱"……"这里收录了时报作者和读者投稿的作品，探索当代人复杂的感情生活，以及爱的痛苦与欢愉。
4. ↑  Lawrence, Derek. . 娛樂周刊. 2018-06-11  [2018-12-10]. （原始内容存档于2021-02-11） （美国英语）.
5. ↑  Goldberg, Lesley. . 好萊塢報道. 2018-06-11  [2018-12-10]. （原始内容存档于2021-01-31） （美国英语）.
6. ↑  Amatulli, Jenna. . 哈芬登郵報. 2018-06-11  [2018-12-10]. （原始内容存档于2018-08-11） （美国英语）.
7. 1 2  Petski, Denise. . Deadline Hollywood. 2018-11-26  [2018-12-10]. （原始内容存档于2021-01-30） （美国英语）.
8. ↑  Gelman, Vlada. . TV Line. 2019-10-24  [2019-10-25]. （原始内容存档于2021-01-16） （美国英语）.
9. ↑  Steves, Ashley. . Backstage. 2018-09-17  [2018-12-10]. （原始内容存档于2021-07-25） （美国英语）.
10. ↑  .   [2020-08-27] （美国英语）.
11. ↑  Low, Elaine. . Backstage. 2019-07-27  [2019-07-28]. （原始内容存档于2021-03-02） （美国英语）.
12. ↑  . 紐約時報. 2019-09-12  [2019-09-16]. （原始内容存档于2021-03-19） （美国英语）.

## 外部連結
- Amazon Video original series （页面存档备份，存于）
- 互联网电影数据库（IMDb）上《摩登情愛》的资料（英文）
- 爛番茄上《摩登情愛》的資料（英文）